# Halo: The Fall of Reach
«Halo: The Fall of Reach» (укр. Halo: Падіння За́сягу) — науково-фантастичний роман Еріка Ніланда, супутній до серії відеоігор Halo. Роман є приквелом до відеогри Halo: Combat Evolved та оповідає про події, що передували втраті людством планети Засяг у війні з релігійно-політичним союзом іншопланетян Ковенантом. Зокрема в романі розкривається дитинство Майстра Чіфа, походження штучного інтелекту Кортани і таємниця виявлення людьми Гало.
Вийшовши у 2001 році, роман став бестселером і був проданий у кількості понад 200 000 копій в Сполучених Штатах і Об'єднаному Королівстві. Роман було адаптовано як комікс з 12-и випусків та перевидано в 2010 році. У 2015 році на його основі було створено анімаційний серіал, трансльований ексклюзивно на Halo Channel. В березні 2016 вийшов новий комікс за тим же сюжетом від письменника Браяна Ріда.
З причини кількох конфліктів з іншими творами франшизи в різних виданнях і адаптаціях роман мав зміни. Зокрема це торкалося опису кількості військ та подробиць фіналу.

## Сюжет
Завдяки винаходу надсвітлового двигуна у 2291 людство за 200 років колонізувало понад 800 планет в Рукаві Оріона Чумацього шляху. Внутрішні Колонії стали політичним і економічним центром Військово-Колоніальної Адміністрації Об'єднаних Націй (англ. United Nations Colonial Military Administration). З-поміж усіх Внутрішніх колоній виділяється планета Засяг (англ. Reach), найближча до Землі, яка служить основною верф'ю і академією Космічного Командування Об'єднаних Націй (англ. United Nations Space Command). Саме тут з причини загрози сепаратизму в 2517 було засновано проєкт SPARTAN-II з метою створити спецпризначенців «Спартанців», які б швидко реагували на будь-які загрози людству.
Книга починається описом битви у 2535 році на планеті Єрихон VII проти Ковенанту — релігійно-політичного союзу кількох цивілізацій. «Спартанці» пересилюють Ковенант на поверхні планети, однак на орбіті точиться інший бій, в якому люди програють.
Дія переноситься у 17 серпня 2517 року. Доктор Кетрін Елізабет Голзі (англ. Catherine Elizabeth Halsey) і лейтенант Джейкоб Кіз (англ. Jacob Keyes) прямують на космічному кораблі до колонії Ерідан-2. Там вони зустрічаються з Джоном, шестирічним хлопчиком, якого згодом обирають і викрадають для проєкту SPARTAN-II. Всього так було викрадено 75 дітей з особливим генетичним маркером, виявленим доктором Голзі. Оперативники Служби військової розвідки підміняють обраних дітей клонами, котрі за кілька місяців помирають, таким чином SPARTAN-II приховує свої експерименти над людьми.
Історія продовжується описом життя й тренування хлопчика Джона, якому присвоюється позивний Джон-117. Відповідальним за тренування дітей ставиться старшина Франклін Мендез. Джон-117 у віці 14 років проходить біогенетичні, кібернетичні, психологічні та нейрологічні поліпшення, можливі тільки з підлітками. З 75 дітей тільки 33 виживають і в них спостерігається корисний ефект від здійснених операцій, решта гинуть або лишаються каліками. Придатні для подальшої служби стають «Спартанцями». Джона-117 відправляють на планету Хі Кита, де він отримує обладунки з екзоскелетом «Мьйольнір». Джон-117 отримує звання майстра-старшини (англ. Master Chief Petty Officer, master — і старшина, і майстер), за що його починають звати просто Майстром Чіфом (англ. Master Chief).
23 лютого 2525 року ККОН втрачає зв'язок з планетою Врожай (англ. Harvest) після того, як колонія повідомила про появу в системі невідомого об'єкта. ВКАОН посилає розвідувальний корабель «Арго» щоб дізнатися обстановку, але після першого ж повідомлення про прибуття в систему Урожаю жодних відомостей від нього не надходить. У той час, 12 вересня 2525, «Спартанці» отримують своє перше офіційне завдання — проникнення на базу колоніальних повстанців у системі Ерідан і захоплення лідера повстанців — полковника Роберта Ваттса, що успішно виконують. 7 жовтня 2525, невеликий флот кораблів ККОН, що складається з есмінця «Геракл» і фригатів «Арабія» і «Схід», входить в систему Урожаю і виявляє, що вся поверхня планети була розплавлена такою мірою, що перетворилася на скло. На орбіті виявляється корабель чужинців, який атакує флот, знищивши фрегати і сильно пошкодивши «Геракл». Корабель не іде на контакт, пославши лише повідомлення англійською: «Ваше знищення — воля богів … і ми — їхні інструменти». 1 листопада 2525, віце-адмірал Престон Коул мобілізує найбільший флот в історії людства, щоб відбити Врожай в прибульців. Після того як новина про атаку на Врожай досягла планети Засяг, старшина Мендез полишає своїх колишніх учнів і береться тренувати наступну групу «Спартанців». 27 листопада 2525, «Спартанці» знищують корабель Ковенанту зсередини ядерною боєголовкою; при цьому гине один із членів команди, чия броня була пробита плазмовим пострілом. Після цього командування приймає рішення ніде й ніколи не позначати бійців статусом «убитий», а замість цього всі загиблі «Спартанці» вважатимуться «зниклими безвісти», щоб підтримувати моральний дух інших солдатів, які вважають «Спартанців» невразливими.
Через шість років, у 2531, флот віце-адмірала Коула атакує і знищує корабель, що напав на Врожай (втративши при цьому дві третини власного флоту). Повернувшись на Землю, тепер вже адмірал Коул дізнається, що інші зовнішні колонії були знищені Ковенантом. Коул починає переміщати свій флот з колоній, намагаючись перехопити сили Ковенанту. Починаються запеклі наземні і космічні битви за всіма зовнішніми колоніям. За чотири роки війни сили Коула вичерпуються, незважаючи на його лідерство і тактичний геній. На 2535 рік всі Зовнішні колонії виявляються знищеними ворогом. Командування флоту встановлює Протокол Коула: всі людські кораблі зобов'язані забезпечити, щоб координати Землі лишалися в таємниці від Ковенанту. Покидаючи поле бою, кораблі повинні прямувати до будь-яких планет, крім Землі. Якщо ж такий стрибок можливий, капітан зобов'язаний самознищити корабель при можливому його захопленні. Також, системи штучного інтелекту не мають потрапити в руки ворогів, тому при абордажі всі ШІ мають знищуватися.
«Спартанців» розподіляють по всьому фронту для боротьби з ворогом, але все одно більш технологічно розвинуті бійці Ковенанту продовжують знищувати людські колонії одну за одною. Починаючи з 2536, сили Ковенанту атакують вже і Внутрішні колонії.
17 липня 2552 мічман Вільям Ловелл на заставі «Архімед» виявляє флот Ковенанту в системі Сигма Октан. Командиру Джекобу Кізу на борту есмінця «Ірокез» доводиться битися з чотирма ворожими кораблями; він знищує три з них, використовуючи тактичний прийом, пізніше названий «Петлею Кіза». Вцілілий корабель виходить на орбіту Сигми Октан 4 і десантує війська, що захоплюють місто Лазурний Берег. Відразу після цієї битви, Кіз отримує звання капітана за наказом адмірала Стенфорта. «Спартанці» разом з піхотою ККОН намагаються відбити місто, але їм доводиться знищити його ядерною зброєю. Вибух накриває разом з містом і майже весь десант Ковенанту. В цей час більше сорока кораблів ККОН вступають у бій з двадцятьма кораблями Ковенанту. Сім людських кораблів переживає бій, а «Ірокез» вражає невидимий корабель, який приймає передачу з поверхні планети. Відразу після цього флот Ковенанту покидає систему. «Ірокез» повертається на Засяг, де ніхто не помічає прикріплений до його обшивки маячок.
27 серпня 2552 капітан Кіз переводиться на модифікований крейсер «Стовп Осені» для таємного завдання. Під час битви в Лазурному Березі, солдати виявили таблицю з невідомими ієрогліфами на ній. Доктор Голзі та її електронна копія Кортана розшифровують в них координати якогось місця в космосі. Всіх «Спартанців» відкликають на Засяг для нового завдання — захоплення корабля Ковенанту, щоб дістатися на ворожу територію та захопити ворожих лідерів. Майстер Чіф отримує для виконання завдання нові обладунки, оснащені силовим полем, створеним за зразком ворожого, і можливість нести штучний інтелект.
Вислідкувавши координати Засягу, 30 серпня 2552 величезний флот Ковенанту виходить з гіперпростору поблизу планети і штурмує сили ККОН. «Спартанці» розділяються на дві команди: Синю і Червону. Майстер Чіф та інші члени Синьої команди (Лінда і Джеймс) вирушають знищити навігаційну систему одного з кораблів, щоб та не потрапила до рук Ковенанту. В ході виконання завдання Джеймс гине, а Лінда отримує важкі поранення. Разом з Джоном вони потрапляють на «Стовп Осені» перед тим, як корабель покидає поле бою. Лінду занурюють в анабіоз (де вона і залишалася під час першої гри). Ковенант бомбардує Засяг, імовірно вбиваючи на його поверхні Червону команду і решту населення планети.
Роман закінчується подіями початку відеогри Halo: Combat Evolved. «Стовп Осені», щоб не видати координати Землі, здійснює стрибок у гіперспростір за випадковими координатами. Але Кортана таємно задає відомі з загадкової таблиці координати, таким чином приводячи «Стовп Осені» до велетенської астроінженерної конструкції, що вміщає на поверхні цілі материки з океанами. На сумнів Кіза щодо природи об'єкта, Кортана підтверджує — конструкція штучна. Кіз запитує як називається кільце і, не отримавши від Кортани назви, закурює сигару й промовляє: «Тоді нам краще б дізнатися».